# Narthecura limata
Narthecura limata là một loài tò vò trong họ Ichneumonidae.